# Pseudopode

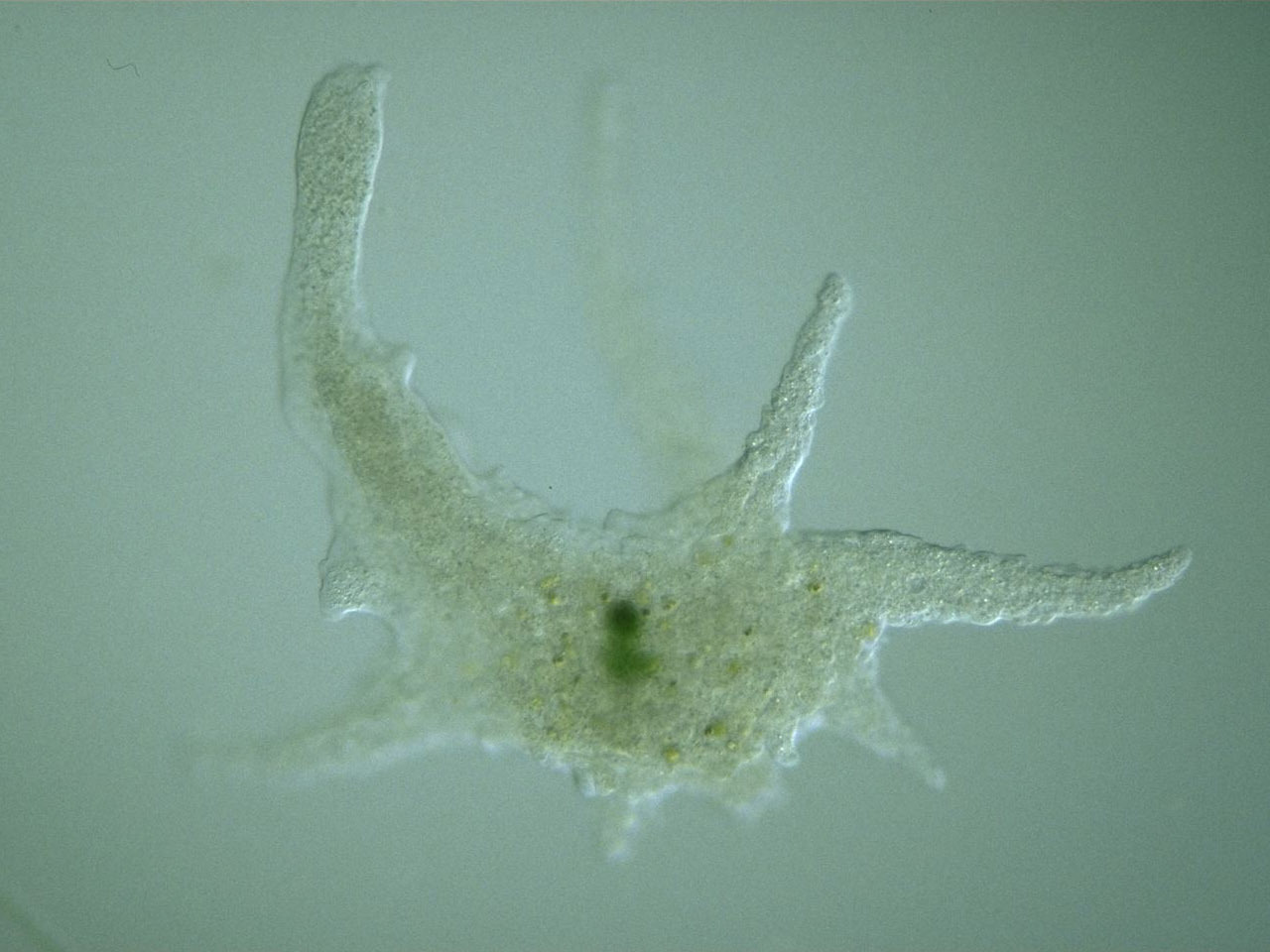
Un Chaos.

Les pseudopodes (du grec pseudês, qui signifie « faux », et podos, « pied ») sont des déformations de la membrane plasmique qui permettent à une cellule de se nourrir et se déplacer en rampant sur un support dans une direction déterminée.
Ce prolongement cellulaire rétractile permet à la cellule de ramper sur une surface plane.

## Caractéristiques
On observe la production de pseudopodes uniquement chez les cellules eucaryotes, plus précisément chez les cellules animales ou chez les protistes (par exemple : les amibes).
Ces déformations de la cellule sont provoquées par des pressions internes du cytoplasme. La cellule forme temporairement des micro-filaments (à partir de sous-unités d’actine, similaires aux contractions des microfilaments d’actine aussi présents dans les cellules musculaires animales), accompagnés du relâchement d’autres sites (situés à l’avant du mouvement) puis des réseaux qui modifient la consistance du cytoplasme.
Le cytoplasme existe sous deux formes :
- un état liquide, la solution colloïdale (SOL) ;
- un état semi-solide (GEL).

Le passage du cytoplasme de l'état SOL à l'état GEL  facilite la formation de pseudopodes. Il y a un assemblage et un désassemblage des pseudopodes qui permet à la cellule de se déplacer.
Le cytoplasme à l'état SOL est repoussé contre la membrane plasmique située dans le sens du mouvement, là où le réseau d'actine a été démonté (c'est-à-dire affaibli). Sous l'effet de la pression, la membrane plasmique se déforme et donne naissance à un pseudopode.
Le réseau d'actine se désassemble, permettant l'allongement du pseudopode. Durant ce démontage, le cytoplasme passe de l'état SOL à l'état GEL pour former le pseudopode et de l'état GEL à l'état SOL pour permettre le déplacement de tout le cytoplasme vers le pseudopode.
La cellule a donc effectué son déplacement grâce au pseudopode.
Les amibes ne sont pas les seules cellules à pouvoir ramper. Les globules blancs (leucocytes) possèdent également cette capacité.
Les filopodes sont des pseudopodes fileux qui permettent à certains protozoaires comme les Cercozoa (groupe de rhizaires comprenant la plupart des protozoaires amiboïdes ou flagellés) de se nourrir.